# Wielańce
Wielańce (lit. Vėlionys) – wieś na Litwie, w okręgu uciańskim, w rejonie ignalińskim, w gminie Ignalino.
Dawniej dwie wsie. Wielańce Dolne i Wielańce Górne.

## Historia
W czasach zaborów wieś w gminie Zabłociszki, w powiecie święciańskim, w guberni wileńskiej Imperium Rosyjskiego. W 1905 roku liczyła 79 mieszkańców, 98 dziesięcin.
W dwudziestoleciu międzywojennym wsie Wielańce Dolne i Górne leżały w Polsce, w województwie wileńskim, w powiecie święciańskim, w gminie Daugieliszki.
W 1931 zostały spisane łącznie. W 12 domach zamieszkiwały 73 osoby.
Miejscowość należała do parafii rzymskokatolickiej w Połusze. Podlegała pod Sąd Grodzki w Święcianach i Okręgowy w Wilnie; właściwy urząd pocztowy mieścił się w Ignalinie.
Od 1990 roku na niepodległej Litwie.